# Slag bij Cambrai
De Slag bij Cambrai was een veldslag aan het westfront tijdens de Eerste Wereldoorlog. De slag vond plaats van 20 november tot 7 december 1917 en werd uitgevochten tussen het Britse rijk en het Duitse Keizerrijk. Tijdens de slag werden voor het eerst met succes tanks ingezet door de Britten en de Britse aanval demonstreerde dat de Hindenburglinie doorbroken kon worden. De Duitse tegenaanval liet de waarde van nieuwe infanterie tactieken zien welke later gebruikt zouden worden tijdens de Kaiserschlacht. Basil Henry Liddell-Hart noemde de veldslag "one of the landmarks in the history of warfare, the dawn of a new epoch." (een van de mijlpalen in de geschiedenis van oorlogvoering, het begin van een nieuw tijdperk.).